# Сборная десятилетия женской НБА
Сборная десятилетия женской НБА (англ. WNBA All-Decade Team) — символическая сборная десятилетия женской НБА. ВНБА была учреждена 22 апреля 1996 года, поэтому по случаю десятой годовщины ассоциации сезон 2006 года считался юбилейным. По этой причине лига посредством голосования среди болельщиков, средств массовой информации, тренеров и самих баскетболисток решила выбрать лучших игроков десятилетия лиги. Для этого на официальном сайте женской НБА за месяц до матча всех звёзд 2006 года был опубликован список из тридцати претенденток. Эта сборная включала в себя десять лучших и наиболее влиятельных игроков первого десятилетия женской НБА, среди дарований которых учитывались принцип соблюдения спортивного фейр-плей, служение общественности, лидерские качества и вклад в развитие женского баскетбола. В эту сборную могли быть включены только игроки, выступавшие в женской НБА, но также рассматривались и их достижения во время выступлений в альтернативных лигах. Официальные результаты голосования ВНБА объявила 13 июля 2006 года, на следующий день после проведения матча всех звёзд.
Девять из десяти победителей в составе национальной сборной США выиграли золотые медали летних Олимпийских игр, восемь баскетболисток завоёвывали чемпионские титулы, трое из которых, Синтия Купер, Шерил Свупс и Тина Томпсон, выиграли четыре титула подряд с «Хьюстон Кометс» (1997—2000). Из десяти лауреатов, только Синтия Купер, закончив свою профессиональную карьеру в 2000 году, чтобы стать главным тренером команды «Финикс Меркури», впоследствии возобновила её, проведя четыре игры во время сезона 2003 года, после чего, наконец, окончательно повесила бутсы на гвоздь. После официального объявления о завершении игровой карьеры, то есть перестав быть действующими игроками, Свупс, Томпсон и Лиза Лесли («Лос-Анджелес Спаркс») оставались последними игроками, выбранными в первом раунде дебютного драфта женской НБА и принимали участие в каждом из первых десяти сезонов ВНБА. На момент голосования Томпсон и Лесли входили в состав шести игроков, которые всю свою профессиональную карьеру провели в одном клубе женской НБА.

## Легенда к списку
| ^ | Помечены игроки, выступающие в женской НБА по сей день |
| * | Избраны в Зал славы баскетбола                         |

## Участники голосования

### Сборная десятилетия
| Игрок            | Фото | Поз. | Команды | Колледж     | Медали[a]                                 | Титулы[a] | Награды[a]                                                                          | ASG WNBA[a]          |
| ---------------- | ---- | ---- | --- | ----------- | ----------------------------------------- | --------- | ----------------------------------------------------------------------------------- | -------------------- |
| Сью Бёрд*        |      | З    | Сиэтл Шторм (2002—2022) | Коннектикут | 2004 (золото)                             | 2004      | —                                                                                   | 2002—2006            |
| Иоланда Гриффит* |      | Ц    | Сакраменто Монархс (1999—2007) Сиэтл Шторм (2008) Индиана Фивер (2009)                                                       | FAU         | 2000 (золото) 2004 (золото)               | 2005      | MVP (1999) MVP финала (2005) MVP ASG (2004) DPOY (1999)                             | 1999—2001, 2003—2006 |
| Лорен Джексон*   |      | Ц    | Сиэтл Шторм (2001—2012) | AIS         | 2000 (серебро) 2004 (серебро)             | 2004      | MVP (2003)                                                                          | 2001—2003, 2005—2006 |
| Синтия Купер*[b] |      | З    | Хьюстон Кометс (1997—2000, 2003)                                                                                             | USC         | 1988 (золото) 1992 (бронза)               | 1997—2000 | MVP (1997—1998) MVP финала (1997—2000)                                              | 1999—2000, 2003      |
| Тамика Кэтчингс* |      | Ф    | Индиана Фивер (2002—2016) | Теннесси    | 2004 (золото)                             | —         | DPOY (2005—2006) ROY (2002)                                                         | 2002—2006            |
| Лиза Лесли*      |      | Ц    | Лос-Анджелес Спаркс (1997—2009)                                                                                              | USC         | 1996 (золото) 2000 (золото) 2004 (золото) | 2001—2002 | MVP (2001, 2004, 2006) MVP финала (2001—2002) MVP ASG (1999, 2001—2002) DPOY (2004) | 1999—2006            |
| Шерил Свупс*     |      | Ф    | Хьюстон Кометс (1997—2007) Сиэтл Шторм (2008) Талса Шок (2011)                                                               | Техас Тек   | 1996 (золото) 2000 (золото) 2004 (золото) | 1997—2000 | MVP (2000, 2002, 2005) MVP ASG (2005) DPOY (2000, 2002—2003)                        | 1999—2000, 2002—2006 |
| Кэти Смит*       |      | Ф    | Миннесота Линкс (1999—2005) Детройт Шок (2006—2009) Вашингтон Мистикс (2010) Сиэтл Шторм (2011—2012) Нью-Йорк Либерти (2013) | Огайо Стэйт | 2000 (золото) 2004 (золото)               | 2006      | —                                                                                   | 2000—2006            |
| Дон Стэйли*      |      | З    | Шарлотт Стинг (1999—2005) Хьюстон Кометс (2005—2006)                                                                         | Виргиния    | 1996 (золото) 2000 (золото) 2004 (золото) | —         | KPSA (1999, 2006)                                                                   | 2002—2006            |
| Тина Томпсон*    |      | Ф    | Хьюстон Кометс (1997—2008) Лос-Анджелес Спаркс (2009—2011) Сиэтл Шторм (2012—2013)                                           | USC         | 2004 (золото)                             | 1997—2000 | MVP ASG (2000)                                                                      | 1999—2004, 2006      |

### Достойные упоминания
Помимо десяти лучших игроков женская НБА также представила список из пяти баскетболисток, которые своими выступлениями получили право быть достойными упоминания, а трое из них, Тиша Пенишейру, Дайана Таурази и Тереза Уизерспун, спустя пять лет, 23 июля 2011 года, были включены в число пятнадцати лучших игроков в истории ассоциации.
| Игрок                | Фото | Поз. | Команды | Колледж      | Медали[a]                   | Титулы[a] | Награды[a]       | ASG WNBA[a]     |
| -------------------- | ---- | ---- | --- | ------------ | --------------------------- | --------- | ---------------- | --------------- |
| Рути Болтон[b]       |      | З    | Сакраменто Монархс (1997—2004)                                                                                    | Оберн        | 1996 (золото) 2000 (золото) | —         | —                | 1999, 2001      |
| Тиша Пенишейру       |      | З    | Сакраменто Монархс (1998—2009) Лос-Анджелес Спаркс (2010—2011) Чикаго Скай (2012)                                 | Олд Доминион | —                           | 2005      | —                | 1999—2002       |
| Дайана Таурази       |      | З    | Финикс Меркури (2004—2024)                                                                                        | Коннектикут  | 2004 (золото)               | —         | ROY (2004)       | 2004—2006       |
| Тереза Уизерспун*[b] |      | З    | Нью-Йорк Либерти (1997—2003) Лос-Анджелес Спаркс (2004)                                                           | Луизиана Тек | 1988 (золото) 1992 (бронза) | —         | DPOY (1997—1998) | 1999—2003       |
| Чамик Холдскло       |      | Ф    | Вашингтон Мистикс (1999—2004) Лос-Анджелес Спаркс (2005—2007) Атланта Дрим (2009) Сан-Антонио Силвер Старз (2010) | Теннесси     | 2000 (золото)               | —         | ROY (1999)       | 1999—2003, 2005 |

### Другие претенденты
За месяц до проведения матча всех звёзд 2006 года женская НБА представила общественности список из тридцати лучших баскетболисток, претендентов в сборную десятилетия. В этом подразделе указаны те пятнадцать конкурсантов, которые были номинированы, но не были выбраны в предыдущие два списка:
| - Жанет Аркейн - Дженнифер Гиллом[b] - Вики Джонсон - Шэннон Джонсон - Тамека Диксон | - Свин Кэш - Ребекка Лобо[b] - Мвади Мабика - Тадж Макуильямс - Делиша Милтон | - Деанна Нолан - Никеша Сейлс - Андреа Стинсон - Натали Уильямс[b] - Бекки Хэммон |

- a  Завоёванные Олимпийские медали, чемпионские титулы, награды и матчи всех звёзд, в которых игроки принимали участие, указаны на момент завершения сезона 2006 года.
- b  На момент объявления результатов голосования баскетболистка уже завершила свою профессиональную игровую карьеру.

## Комментарии
- Почти все баскетболистки, члены сборной десятилетия женской НБА, становились олимпийскими чемпионами в составе национальной сборной США, исключением является только Лорен Джексон, которая выиграла две серебряные медали в составе сборной Австралии.
- Первый матч всех звезд женской НБА состоялся в 1999 году, и вплоть до 2003 года эти матчи проводились ежегодно. Препоной этому стал матч всех звёзд женской НБА 2004 года, который стал первым альтернативным матчем всех звёзд женской НБА и получил название «The Game at Radio City» по месту своего проведения в Радио-сити-мьюзик-холле, театрально-концертном зале Нью-Йорка. И хотя эта игра не считается матчем всех звёзд, её статус постоянно оспаривается, в первую очередь по причине сборных, которые принимали участие в этой встрече. До 2003 года в матче всех звёзд соревновались команды Востока и Запада, а в 2004 году в нём принимали участие национальная сборная США и обобщённая сборная женской НБА, составленная из игроков обеих конференций. Как бы то ни было «The Game at Radio City» считается лишь альтернативным матчем всех звёзд женской НБА.
- Баскетболистки, которые по итогам голосования были выбраны в стартовый состав сборной Востока или Запада на тот или иной матч всех звёзд ВНБА, однако не смогли сыграть в нём из-за травмы, тем не менее считаются игроками стартового состава. Таким же образом игроки, которые были выбраны в резервный состав команд матча всех звёзд по тем же результатам голосования, а также те, которые заняли места травмированных игроков, в равной мере считаются резервистами.